# NGC 843
NGC 843 – gwiazda potrójna znajdująca się w gwiazdozbiorze Trójkąta. Skatalogował ją Heinrich Louis d’Arrest 16 września 1865 roku, błędnie sądząc, że to gromada gwiazd.